# Realismo poético

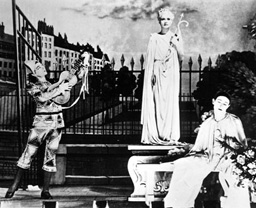
Les Enfants du paradis, película de Marcel Carné estrenada en marzo de 1945 y considerada una de las obras maestras del realismo poético.

El realismo poético fue un movimiento cinematográfico en Francia de la década de 1930. Más tendencia que movimiento, el realismo poético no está fuertemente unificado como el montaje soviético o el impresionismo francés, sino que es más conocido por los individuos que crearon este estilo lírico. Sus principales promotores fueron Pierre Chenal, Jean Vigo, Julien Duvivier, Marcel Carné y, quizás el director más importante del movimiento, Jean Renoir. Renoir realizó una amplia variedad de películas, algunas influenciadas por el grupo izquierdista Frente Popular e incluso realizó un cortometraje lírico. Las estrellas frecuentes de estas películas fueron Jean Gabin, Michel Simon, Simone Signoret y Michèle Morgan.

## Características
Las películas de realismo poético son un «realismo recreado», estilizado y ligado al estudio, en lugar de acercarse al «sociorrealismo documental». Las películas de la corriente, influenciada por la literatura naturalista, por las vanguardias y por el cine expresionista alemán, suelen tener una visión fatalista de la vida con sus personajes viviendo al margen de la sociedad, ya sea como miembros desempleados de la clase trabajadora o como delincuentes. Después de una vida de decepción, los personajes tienen una última oportunidad en el amor, pero finalmente se vuelven a decepcionar y las películas terminan con frecuencia en la desilusión o la muerte. El tono general a menudo se parece a la nostalgia y la amargura. Son «poéticos» debido a un esteticismo elevado que a veces llama la atención sobre los aspectos representativos de las películas. Aunque estas películas no eran muy rentables para el sector de la industria cinematográfica, el cine francés creó una alta proporción de películas tan influyentes en gran parte debido a las personas talentosas de la industria en la década de 1930 que estaban trabajando en ellas. El escenógrafo más popular fue Lazare Meerson. Los compositores que trabajaron en estas películas incluyeron a Georges Auric, Arthur Honegger, Joseph Kosma y Maurice Jaubert. Los guionistas que contribuyeron a muchas de las películas fueron Charles Spaak y Jacques Prévert, como también aportaron el director artístico Lazare Meerson y el decorador húngaro Alexandre Trauner. El movimiento tuvo un impacto significativo en los movimientos cinematográficos posteriores, en particular el neorrealismo italiano (muchos de los neorrealistas, sobre todo Luchino Visconti, trabajaron con directores realistas poéticos antes de comenzar sus propias carreras como críticos y directores de cine) y la Nouvelle vague francesa.
El realismo poético es la primera gran corriente cinematográfica francesa en el cine sonoro, y bajo la influencia de Prévert en particular, el realismo poético romantiza y resalta cuestiones dramáticas. Una gran parte de las escenas también está filmada al servicio de estos diálogos, en el sentido de que la palabra, la idea expresada verbalmente, se convierte en el centro de atención. Un tratamiento fruto tanto del cine expresionista como del documental. Las películas expresionistas de la década de 1920 a menudo representan la ciudad como la personificación del vicio, las calles están distorsionadas, la arquitectura torturada, lo que sugiere una cierta desviación de los círculos burgueses. El realismo poético retoma esta idea, pero de una manera más medida, principalmente para las escenas nocturnas (el alumbrado público sufre efectos más discretos, las calles son nebulosas, sombreadas, bañándose en una especie de intermedio). Este trabajo sutil sobre la luz es sin duda el elemento visual más característico del realismo poético. Las escenas diurnas se tratan de forma más naturalista, como un documental. Las decoraciones son muy elaboradas, ya que los decoradores buscan una sublimación de la realidad más que el realismo. También crean estructuras que permiten juegos de luz y cámara, en particular planos inclinados para perspectivas forzadas, y yuxtaponen escenarios de estudio y escenarios naturales.

## Ejemplos notables
Los precursores del movimiento realista poético incluyen a:
- La petite Lise (1930) de Jean Grémillon;
- Pension Mimosas (1934) de Jacques Feyder;
- Le Grand Jeu (1934) de Jacques Feyder.

Las obras de realismo poético de los principales cineastas de mediados de la década de 1930 a mediados de la década de 1940 incluyen a:
- L'Atalante (1934) de Jean Vigo;
- La Bandera (1935) de Julien Duvivier;
- La belle équipe (1936) de Julien Duvivier;
- Les bas-fonds (1936) de Jean Renoir;
- Pépé le Moko (1937) de Julien Duvivier;
- La Grande Illusion (1937) de Jean Renoir;
- La Bête humaine (1938) de Jean Renoir;
- Le Quai des brumes (1938) de Marcel Carné;
- Hôtel du Nord (1938) de Marcel Carné;
- La Règle du jeu (1939) de Jean Renoir;
- Le jour se lève (1939) de Marcel Carné;
- Remorques (1941) de Jean Grémillon;
- Lumière d'été (1943) de Jean Grémillon;
- Les Enfants du paradis (1945) de Marcel Carné.